# Іон Унгуряну
Іон Спиридонович Унгуряну (нар. 2 серпня 1935, с. Опач, Бендерський повіт, Румунське королівство — пом. 28 січня 2017, Бухарест, Румунія) — радянський і молдавський актор і режисер, державний діяч, міністр культури РСР Молдова / Республіки Молдова (1990—1994). Народний артист Молдавської РСР (1989) та Заслужений діяч мистецтв РРФСР (1980).

## Біографія
У 1954—1955 рр. проходив навчання на філологічному факультет Кишинівського педагогічного інституту.
У 1960 році закінчив театральне училище ім. Б. Щукіна в Москві, в 1964 р. Вищі режисерські курси при ГІТІСі ім. А. В. Луначарського .
У 1960—1971 рр. — актор і режисер театру юного глядача «Лучаферул», з 1964 р. до 1971 р. обіймав посаду художнього керівника театру. З 1978 р. до 1989 р. працював режисером в театрі Радянської Армії в Москві, ставив спектаклі і знімав фільми на Центральному телебаченні.
Дебютував в 1957 р. в ролі поета Гредінару у фільмі «Не на своєму місці». В цілому він зіграв в 25 фільмах виробництва «Молдова-фільм» і «Мосфільму», озвучив кілька десятків кінокартин румунською мовою.
Брав участь в діяльності з відродження національної самосвідомості, був активним членом Народного фронту Молдови. У 1990 р. був обраний депутатом Верховної Ради РСР Молдова, на площі Великих Національних Зборів зачитав текст Декларації про незалежність Республіки Молдова.
У 1990—1994 рр. — міністр культури і культів РСР Молдова / Республіки Молдова. У 1992 р. розпустив Національний театр ім. О. Пушкіна, заснувавши замість нього Національний театр ім. Міхая Емінеску. Ініціював відновлення пам'ятника Стефану Великому в центрі Кишинева і пам'ятника Капітолійської вовчиці. Також ухвалив рішення про направлення студентів профільних навчальних закладів в Румунію для вивчення румунської літературної мови, а також стажування в театрах цієї країни.
У 1995—2004 рр. — віце-президент румунського культурного фонду в Бухаресті. Працював за договорами на радіо і телебаченні.
Автор сценарію фільму про театр «Монолог».
Похований на Центральному кладовищі в Кишиневі.

## Нагороди та звання
Нагороджений двома орденами Республіки (2009 і 2012), орденом Пошани (2011) і медаллю «За цивільні заслуги» (1996).
Заслужений діяч мистецтв РРФСР (1980). Народний артист Молдавської РСР (1989).
Лауреат Національної премії Республіки Молдова (1991). Премія «Інтербачення» за телевізійний фільм «Ліка» (Пловдив, Болгарія, 1981).
Почесний доктор Академії наук Республіки Молдова (2009).

## Фільмографія
- «Не на своєму місці», 1957 — поет Гредінару
- «Людина йде за сонцем», 1961 — вчений
- «Армагеддон», 1962 — наречений
- «Подорож у квітень», 1962 — голова колгоспу
- " Гіркі ліки ", 1963 — Сомніле
- " Потрібен воротар ", 1967 — Святий Петро
- " Сергій Лазо ", 1967 — Комаровський
- " Офіцер запасу ", 1971 — Ілля Миколайович Маріян
- " Це солодке слово — свобода! ", 1972 — Альберто Рамірез, сенатор-комуніст
- " Червона заметіль ", 1973 — Георге Гице
- «Мости», 1973 — Штефенаке
- «Чоловіки сивіють рано», 1974 — Армашу
- " Кінь, рушниця і вільний вітер ", 1975 — Новак
- " Фаворит ", 1976 — інспектор Лодж
- «Оповідь про хороброго витязя Фет-Фрумоса», 1977 — Лаур-Балаур
- «Коли поруч чоловік», 1977 — професор
- «Сказання про хороброго витязя Фет-Фрумос», 1977 — дракон Лаур-Балаур (озвучив Юрій Яковлєв)
- " Кентаври " (СРСР, Угорщина, Чехословаччина), 1978 — Торо, член уряду
- " Зліт ", 1979 — священик
- «Підготовка до іспиту», 1979 — батько Каті
- " Розповідь невідомої людини ", 1980 — Пекарський
- Таємниця вілли «Грета», 1983 — Сокдас, прокурор (озвучив Армен Джигарханян)
- " Як стати щасливим ", 1985 — Дмитро Сергійович Аргжанов, директор інституту мозку
- «Такий дивний вечір у вузькому сімейному колі» (фільм-спектакль), 1985 — скульптор
- «Чому вбили Улофа Пальме?», 1987 (фільм-спектакль)
- «Недовгий танець любові», 1988 — Дуки
- «Чорний коридор», 1988 — Іван Семенович Граубе, вчитель
- " Микола Вавілов " (СРСР, ФРН), 1990. — Олександр Іванович Мураль, державний і партійний діяч
- «Кодра», 1991—1993 — Олексій Йосипович Шеремет, секретар райкому партії